# أيمن طه
أيمن محمد صالح طه شهرته أيمن طه قيادي في حركة حماس، كان متحدثاً باسم الحركة في قطاع غزة، نجل القائد المؤسس في حماس محمد طه. استشهد أثناء الحرب على غزة 2014 بعد قصف إسرائيلي استهدف إحدى الشقق التي كان يتواجد فيها.

## عائلته
والده هو محمد صالح طه «أبو أيمن» أحد القادة الأوائل لحركة المقاومة الإسلامية «حماس»، رفيق درب جهاد الشيخ أحمد ياسين ينتمي للجيل المؤسسين لحركة حماس. ، وشقيقه هو ياسر الذي قتل في عملية اغتيال نفذتها طائرات الجيش الإسرائيلي في مدينة غزة في 12 يونيو 2003. وجده صالح طه إحدى المقاومين السابقين ضد إسرائيل.[بحاجة لمصدر]

## مشاكله مع إسرائيل

### ابعاده
أبعد مع والده ومع المئات من أبناء الحركة الإسلامية إلى مرج الزهور عام 1992؛ لنشاطه في الكتلة الإسلامية.

### سجنه
اعتقله الجيش الإسرائيلي مع والده واخوانه عام 2003.

### هدم بيته
هدم بيت اهله في مطلع شهر مارس 2003 علي أيدي القوات الإسرائيلية.

## علاقته مع حماس

### الناطق الرسمي لحماس
في عام 2007 أصبح أيمن المتحدث الرسمي باسم الحركة في غزة، وفي فبراير عام 2009 بعد عودته إلى غزة من مصر بعد حوار للتهدئة مع إسرائيل تم توقيفه من قبل المصريين على معبر رفح وبحوزته أكثر من 11 مليون دولار وتم منعه من دخول غزة إلا بعد وضع الاموال في بنك العريش. وفي عام 2009 بعد الحرب على قطاع غزة قال طه بأن المقاومة مشروعة ولكن حان الآن للمقاتلين أن يأخذوا قسطاً من الراحة وكذلك الشعب.

### حماس تحقق معه
خضع أيمن طه للتحقيق الداخلي من قبل حركة حماس، ونفت الحركة أن يكون للأمر خلفية أمنية. وأوضحت في بيان لها أن «طه» يخضع للتحقيق الداخلي حول «سلوكه واستغلال النفوذ وتربح بدون وجه حق».
وأكدت الحركة، أن التحقيق مع أيمن طه ليس له أي علاقة بجوانب أمنية مع الجهات المعادية، ولم تعط مزيداً من التفاصيل حول الأسباب التي أدت لاعتقاله.
وأشارت إلى أن متابعة أيمن طه لا تطعن أصلاً في عائلته التي قدمت الكثير من الشهداء دفاعاً عن فلسطين، وأن والده أبو أيمن طه هو أحد قيادات «حماس» المشهورين.
وكان نائب رئيس المجلس التشريعي الفلسطيني والقيادي في حركة حماس أحمد بحر قد كشف في وقت سابق عن إخضاع أيمن طه للتحقيق الداخلي.

### خروجه من حماس
بعد التحقيق الذي اجرته حماس مع طه أعلنت أن «أيمن طه لم يعد متحدثا باسم» حماس «ولن يعود إلى ذات الموقع وليس عنصرا فيها».

## وفاته
أعلنت حماس يوم 7 أغسطس 2014 وأثناء الحرب على غزة (معركة العصف المأكول) عن مقتل الناطق السابق باسمها أيمن طه، متأثراً بجراح أصيب بها قبل أيام، جراء قصف إسرائيلي استهدف إحدى الشقق التي كان يتواجد فيها بمدينة غزة.
وقالت حركة حماس في تصريح صحفي:
«تنعى حماس ابنها الشهيد أيمن محمد طه والذي جاء استشهاده خلال استهداف الاحتلال له ولبعض الإخوة معه أثناء تواجدهم في إحدى الشقق بمدينة غزة الأمر الذي أدى لإصابته إصابة بالغة استشهد على أثرها مساء اليوم الخميس».
وأضافت: «إننا وإذ ننعى أخا عزيزا قدم لحركته ولشعبه الكثير لتأتي شهادته قبولا له عند ربه واصطفاء بعد حياة حافلة بالعطاء والتضحيات».